# یاسر مزمل
یاسر مزمل (انگلیسی: Yaser Muzmel؛ زادهٔ ۱ ژانویهٔ ۱۹۹۲) بازیکن فوتبال اهل سودان است.
وی همچنین در تیم ملی فوتبال سودان بازی کرده‌است.